# چانگ هیون-سوک
چانگ هیون-سوک (انگلیسی: Chung Hyun-sook؛ زادهٔ ۳ ژانویه ۱۹۵۲) یک بازیکن پینگ‌پنگ اهل کره جنوبی است.